# واشنطن جونيور
واشنطن جونيور (5 يونيو 1989 بالبرازيل - ) هو لاعب كرة قدم برازيلي في مركز الهجوم. لعب مع FK Apolonia Fier ‏.

## وصلات خارجية
- واشنطن جونيور على موقع قاعدة بيانات كرة القدم.إي يو (الإنجليزية)
- واشنطن جونيور على موقع عالم كرة القدم.نت (الإنجليزية)